# Carmelo Peralta
Carmelo Peralta Cáceres né à Quiindy (es) dans le Paraguarí au Paraguay le 16 juillet 1910 et mort à Loma Grande (es) dans la Cordillera le 7 septembre 1940 était un militaire et aviateur paraguayen qui combattit lors de la Guerre du Chaco en tant que capitaine dans la Force aérienne paraguayenne.

## Biographie
Il est le fils de Gregorio Peralta et Rosa Antonia Cáceres qui sont tous deux des descendants d'immigrés basques de Navarre. Il est baptisé le 20 septembre 1910 à l'église de Quiindy.
Lorsqu'il a 5 ans, sa famille se déplace à Asuncion à la demande du père afin que Carmelo reçoive l'enseignement primaire et secondaire. Il étudie à l'Ecole Nationale de Commerce N°1 (en espagnol : Escuela Nacional de Comercio) à laquelle il obtient une expertise mercantile.
A cette époque, l'aviateur paraguayen Silvio Pettirossi (es) réalise ses acrobaties dans la Baie de Asuncion (es), ce qui motive Peralta à s'inscrire à l'école militaire afin de devenir pilote.
Plus tard, le 22 avril 1930, il devient pilote pour la Force aérienne paraguayenne à seulement 19 ans.
Il se marie le 16 septembre 1931 à Asuncion avec Amalia Zorrilla avec qui il aura trois fils : Roque Carlos Rubén, Cesar Atilano et Publio Hugo.

### Guerre du Chaco

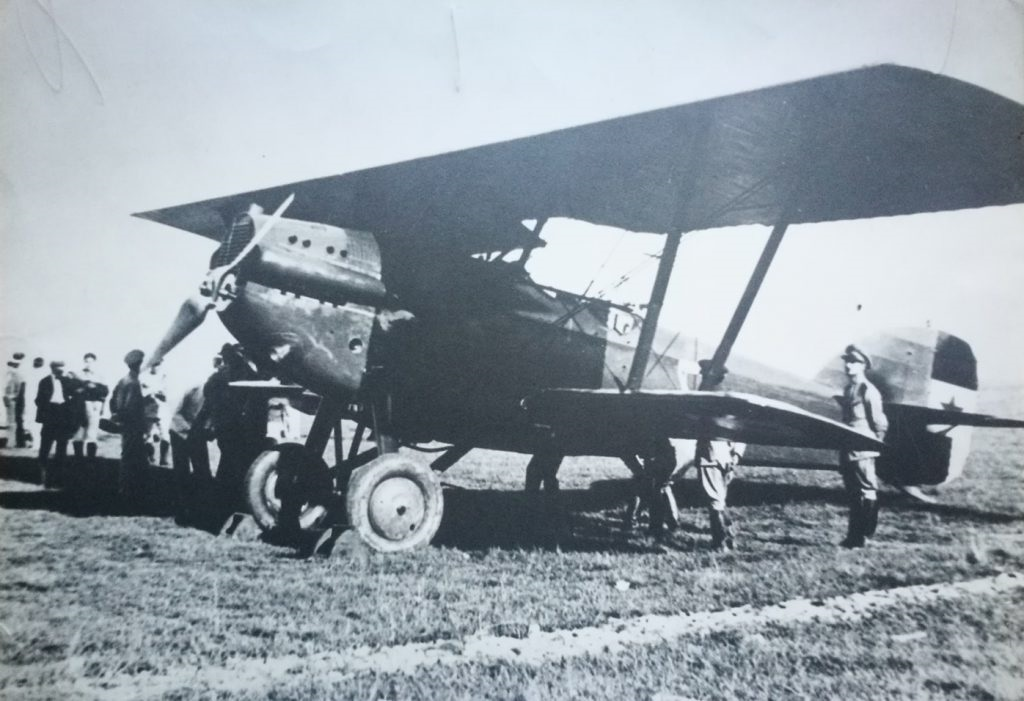
Avion Potez 25 utilisé par la force aérienne paraguayenne.

Pendant la guerre du Chaco, il sert comme pilote au rang de capitaine et réalise plusieurs missions de reconnaissance et de combat.
Parmi ces missions, on note le combat aérien accompagné de son partenaire, le lieutenant Rogelio Etcheverry, face au major Rafael Pabón (es), as de la Force aérienne bolivienne. Peralta abat son ennemi au dessus du fort Florida le 12 août 1934,.
Lors de ces batailles aériennes, la plupart des avions paraguayens sont des Potez 25 qui étaient si lourds que les équipages partaient sans parachute afin d'alléger l'avion.

### Mort
Plus tard, il est promu major et devient le pilote personnel du président José Félix Estigarribia et sa femme Julia Miranda Cueto.
C'est dans un vol de Altos (es) à la résidence du président à San Bernardino le 7 septembre 1940 que tous les trois périssent lors d'un accident.
Peralta est promu lieutenant-colonel immédiatement après sa mort à titre posthume,,.

## Hommages
La ville Capitán Carmelo Peralta (es) est nommée en son honneur.
En hommage à Peralta et à bien d'autres aviateurs paraguayens, on nomme une avenue "Aviateurs du Chaco" (en espagnol : Aviadores del Chaco) à Asuncion.